# Pinto (1920)
Pinto é um filme de comédia dramática dos Estados Unidos de 1920, dirigido por Victor Schertzinger, com roteiro escrito por Gerald C. Duffy, baseado na curta história de Victor Schertzinger.

## Elenco
- Mabel Normand ... Pinto
- Cullen Landis ... Bob DeWitt
- Edward Jobson ... Looey
- Edythe Chapman ... Mrs. Audry
- George Nichols ... Pop Audrey
- William Elmer ... Lousy
- Hallam Cooley ... Armand Cassel